# Friedrich Gustav Jaeger
Friedrich Gustav Jaeger (né le 25 septembre 1895 à Kirchberg an der Jagst et mort le 21 août 1944 à Berlin) est un officier allemand, ayant participé au complot du 20 juillet 1944.

## Biographie
Au début de la Première Guerre mondiale, Jaeger est Fahnenjunker dans le 119e régiment de grenadiers (de) de l'armée wurtembergeoise. Il participe à la première bataille d'Ypres, se bat en France et à Isonzo. Il est blessé six fois et reçoit des récompenses.
Le 23 février 1918, il épouse Marie-Elisabeth Schlee ; l'année suivante naîtra son fils Krafft Werner (de). Après la guerre, il étudie l'agronomie à Tettnang. Il s'inscrit au DAP qui deviendra le NSDAP. Bien qu'il soit un membre dirigeant du corps franc de l'Oberland (de), il refuse d'être du putsch de Kapp et démissionne du parti.
Jaeger devient un opposant au nazisme. En 1934, il revient dans la Reichswehr pour ne pas être sous les ordres de Hans von Tschammer und Osten. En 1938, il fait partie de l'armée allemande qui envahit la région des Sudètes et, au début de la Seconde Guerre mondiale, la Pologne. Il prend contact avec des soldats opposants comme Hans Oster, Friedrich Olbricht et Ludwig Beck. En 1940, il fait partie de l'armée qui envahit la France puis en 1941 la Russie.
Après la mort de son épouse le 17 février 1942, Jaeger prend contact au réseau de résistance de son fils. Au cours de l'année, il est promu au grade de colonel et participe à la bataille de Stalingrad. Il est alors blessé puis soigné contre le typhus à Lublin.
En 1943, Jaeger accepte à contrecœur les complots d'assassinat contre Adolf Hitler. Par conviction chrétienne, il veut un procès de Hitler devant un tribunal. Son fils est arrêté après une dénonciation et inculpé de tentative de trahison et d'incitation à la désobéissance militaire puis acquitté trois mois après, faute de preuves.
Le 20 juillet 1944, Jaeger est commandant des troupes blindés dans les régions militaires II (Stettin) et XXI (Kalisz). Après l'attentat, il reçoit l'ordre de Claus von Stauffenberg d'arrêter un Oberführer SS. Après l'annonce de l'échec de l'attentat, les soldats de Jaeger désobéissent. Jaeger est arrêté par la Gestapo dans le cadre de la répression suivant immédiatement l'attentat. Son fils est également arrêté en Italie et aussi amené à Berlin. Le 21 août, le Volksgerichtshof condamne Friedrich Gustav Jaeger à la peine de mort pour haute trahison et pendu le jour même à la prison de Plötzensee.

## Récompenses
- Croix de fer première classe (1914)
- Insigne des blessés en or (1918)
- Croix de chevalier de la croix de fer (1940)